# Christa Linder
Christa Linder, talvolta indicata come Crista Linder o, nei film interpretati insieme alla sorella maggiore Hannsi, Linder Sisters (Berchtesgaden, 3 dicembre 1943), è un'attrice ed ex modella tedesca.

## Biografia
Attiva fra il 1964 ed il 1982 sia in cinema che in televisione, è stata anche una ragazza-copertina posando per periodici maschili dopo essere apparsa nel numero del 31 ottobre 1965 sul periodico Stern. Nell'agosto 1972 l'edizione americana della rivista Playboy le ha dedicato un articolo.
Assieme alla sorella maggiore Hannsi si era avvicinata al mondo dello spettacolo prendendo lezioni di danza. Poi casualmente era stata notata, mentre si trovava in piscina, dal regista Alfred Weidenmann. Dopo aver preso lezioni di recitazione a Monaco di Baviera, ed essere divenuta una starlette del cinema di genere, è stata impiegata spesso in produzioni softcore latino-americane e in pellicole del cinema italiano (particolarmente in film della commedia erotica all'italiana), ricoprendo per lo più il ruolo di amante del protagonista.
Nel 1967 si è trasferita in Messico dove ha vissuto per quattro anni a fianco di un magnate locale, interpretando tuttavia nel frattempo diversi film di produzione messicana. Successivamente ha proseguito la carriera come protagonista in altri film per il cinema e serie per la televisione.

## Filmografia

### Cinema

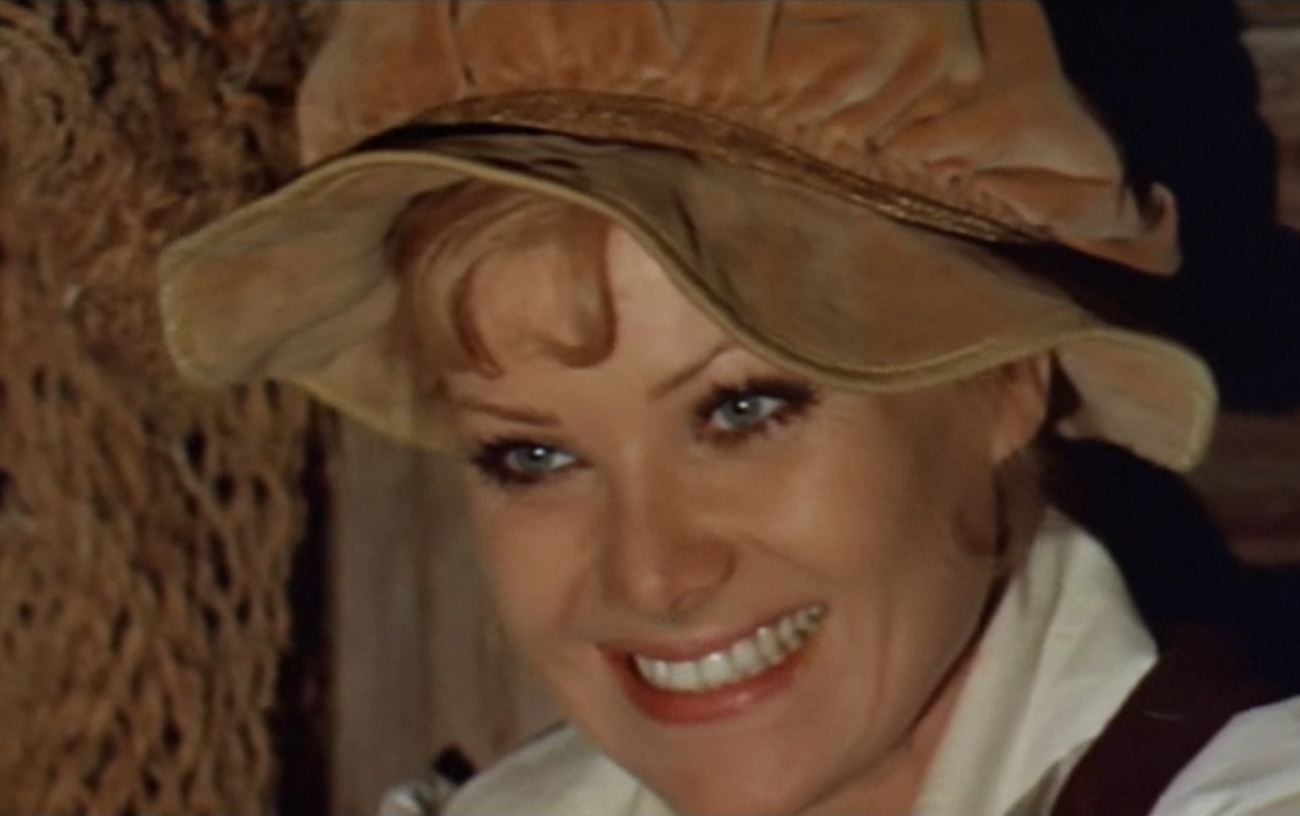
Christa Linder in Decamerone '300

- Verdammt zur Sünde, regia di Alfred Weidenmann (1964)
- Nude e caste alla fonte (Die Liebesquelle), regia di Ernst Hofbauer (1966)
- 12 donne d'oro (Kommissar X - Jagd auf Unbekannt), regia di Gianfranco Parolini (1966)
- Der Würger vom Tower, regia di Hans Mehringer (1966)
- Inferno a Caracas (Fünf vor 12 in Caracas), regia di Marcello Baldi (1966)
- 7 donne per una strage (Las siete magníficas), regia di Gianfranco Parolini (1966)
- Strategic command chiama Jo Walker (Kommissar X - Drei grüne Hunde), regia di Gianfranco Parolini, Rudolf Zehetgruber (1967)
- Trappola per 4 (Lotosblüten für Miss Quon), regia di Jürgen Roland (1967)
- I giorni dell'ira, regia di Tonino Valerii (1967)
- Vagabundo en la lluvia, regia di Carlos Enrique Taboada (1968)
- Una donna tutta nuda (Negresco - Eine tödliche Affäre), regia di Klaus Lemke (1968)
- El matrimonio es como el demonio, regia di René Cardona Jr. (1969)
- Click, fotógrafo de modelos, regia di René Cardona Jr. (1970)
- Juegos de alcoba, regia di Raúl de Anda (1971)
- Alien Terror, regia di José Luis González de León, Jack Hill, Juan Ibáñez (1971)
- El ardiente deseo, regia di Raúl de Anda Jr. (1971)
- El águila descalza, regia di Alfonso Arau (1971)
- La notte dei mille gatti (La noche de los mil gatos), regia di René Cardona Jr. (1972)
- Decamerone '300, regia di Renato Savino (1972)
- Le avventure di Miky Gioy il piccolo pirata (Un pirata de doce años), regia di René Cardona Jr. (1972)
- Confessioni segrete di un convento di clausura..., regia di Luigi Batzella (1972)
- Tutti figli di Mammasantissima, regia di Alfio Caltabiano (1973)
- I racconti di Viterbury - Le più allegre storie del '300, regia di Mario Caiano (1973)
- La principessa sul pisello, regia di Piero Regnoli (1973)
- El imponente, regia di José Díaz Morales (1973)
- Blue Demon y Zovek en La invasión de los muertos, regia di René Cardona (1973)
- Fra' Tazio da Velletri, regia di Romano Scandariato (1973)
- Un ufficiale non si arrende mai, nemmeno di fronte all'evidenza. Firmato Colonnello Buttiglione, regia di Mino Guerrini (1973)
- Troppo rischio per un uomo solo, regia di Luciano Ercoli (1973)
- Patroclooo!... e il soldato Camillone, grande grosso e frescone, regia di Mariano Laurenti (1973)
- La governante, regia di Giovanni Grimaldi (1974)
- Sistemo l'America e torno, regia di Nanni Loy (1974)
- Mi amorcito de Suecia, regia di José Díaz Morales (1974)
- Elena sì... ma di Troia, regia di Alfonso Brescia (1974)
- Prima ti suono e poi ti sparo (Der Kleine Schwarze mit dem roten Hut), regia di Franz Antel (1975)
- Il cav. Costante Nicosia demoniaco ovvero: Dracula in Brianza, regia di Lucio Fulci (1975)
- Bel Ami l'impero del sesso (Bel Ami), regia di Mac Ahlberg (1976)
- Víbora caliente, regia di Fernando Durán Rojas (1978)
- Collo d'acciaio (Hooper), regia di Hal Needham (1978)
- La hora del jaguar, regia di Alfredo B. Crevenna (1978)
- Mírame con ojos pornográficos, regia di Luis María Delgado (1980)

### Televisione
- Die Bräute meiner Söhne - serie TV, 1 episodio (1966)
- La pattuglia del deserto - serie TV, 1 episodio (1966)
- Tatort - serie TV, 1 episodio (1972)
- Tegtmeiers Reisen - serie TV, 1 episodio (1973)
- Switch - serie TV, 1 episodio (1977)
- Trapper John - serie TV, 1 episodio (1981)
- Moonlight - film TV (1982)